# Nero Wolfe non abbaia ma morde
Nero Wolfe non abbaia ma morde (titolo originale Die Like a Dog), pubblicato in Italia anche con il titolo Nero Wolfe e il cane, è la ventiduesima novella gialla di Rex Stout con Nero Wolfe protagonista.

## Storia editoriale
Il racconto fu pubblicato per la prima volta con il titolo di The Body in the Hall nel numero di dicembre 1954 sulla rivista The American Magazine e in formato libro nella raccolta Three Witnesses nel 1956.

## Trama
Nero Wolfe indaga sull'omicidio di Philip Kampf, strangolato col guinzaglio del suo labrador. Il cane segue Archie dalla scena del delitto fino alla casa di Wolfe e il pachidermico investigatore dimostra una insospettata simpatia per l'animale. Archie collabora con la polizia e approfitta dell'occasione per indagare per conto proprio sugli inquilini del palazzo dove Kampf è stato ritrovato assassinato.

### Personaggi principali
- Nero Wolfe: investigatore privato
- Archie Goodwin: assistente di Nero Wolfe e narratore di tutte le storie
- Fritz Brenner: cuoco e maggiordomo
- Philip Kampf: scrittore
- Richard Meegan: fotografo
- Victor Talento: avvocato
- Ross Chaffee: pittore
- Jerome Aland: attore
- Jewel Jones: cantante
- Olsen: portiere
- Cramer: ispettore della Squadra Omicidi
- Purley Stebbins: sergente della Squadra Omicidi

## Critica
"La migliore di tutte le novelle di Nero Wolfe apparve sul numero di dicembre 1954 della American Magazine. In Die Like a Dog un visitatore di un piccolo palazzo di appartamenti nel Greenwich Village viene assassinato. Ognuno dei sospetti principali occupa uno dei quattro piani dell'edificio. Un impermeabile e un cane sono gli indizi principali. Wolfe non ha un cliente nella storia ma, insieme a Archie e Fritz, sviluppa un forte legame con un Labrador Retriever orfano del suo padrone e di conseguenza si sente obbligato a portare l'assassino del proprietario del cane davanti alla giustizia. La trama, gli indizi e i personaggi ricordano una storia tipica di Ellery Queen. Wolfe esegue una delle sue migliori magie deduttive in questa avventura complessa e molto soddisfacente, che comprende una graduale rivelazione di relazioni. L'unico mistero che rimane irrisolto in questa gemma è perché Stout non menzioni mai più il cane dopo avere reso evidente che Wolfe, alla fine della storia, intende adottarlo."
"Die Like a Dog mostra l'amore di Stout per gli animali. Ha anche una trama molto buona, con una complessa situazione misteriosa che si rivela gradualmente, nello stile di Anna Katharine Green. Insieme con La guardia al toro, è il miglior lavoro di Stout. Sembra significativo che entrambe queste storie eccezionali abbiano come sfondo degli animali. La soluzione dipende da idee che sono brillantemente nascoste dal racconto. [...] Die Like a Dog è uno dei racconti di Stout più femministi. Gli aspetti femministi sono accuratamente strutturati  nel racconto per costituire parte della struttura del mistero. Questi aspetti sono completamente invisibili all'inizio del racconto; persino l'esistenza dell'eroina è sconosciuta agli investigatori e al lettore."

## Edizioni
- Rex Stout, Nero Wolfe in Quando un uomo uccide, traduzione di Laura Grimaldi, collana I romanzi brevi di Rex Stout (n. 8), Arnoldo Mondadori Editore, 1983,  p. 223.
- Rex Stout, Nero Wolfe e il cane, traduzione di Hilia Brinis, Ellery Queen presenta Estate Gialla, Arnoldo Mondadori Editore, 1969,  p. 384.